# 奥克托克斯巨型漂砾
50°42′21.18″N 114°04′35.12″W / 50.7058833°N 114.0764222°W
奥科托克斯巨型漂砾（英語：Okotoks Erratic) 是位于加拿大的一块岩石，是山脚漂砾带已知的最大岩石。它是由浮冰从前山带来的岩石，并在10,000多年前冰川融化时留在此处。漂砾位于贾斯珀国家公园到蒙大拿州北部之间的一条狭长地带之中。奥科托克斯漂砾重约 16,500 吨，高约 9 米、长约 41 米、宽约 18 米。岩石已经破碎成片片砂砾，但仍然是一望无际的平坦草原上的重要地标。